# Werner Rittberger
Werner Rittberger (ur. 13 lipca 1891 w Poczdamie, zm. 12 sierpnia 1975 w Krefeld) – niemiecki łyżwiarz figurowy startujący w konkurencji solistów. 3-krotny wicemistrz świata (1910–1912), dwukrotny wicemistrz Europy (1910, 1925) oraz 11-krotny mistrz Niemiec (1911–1913, 1920–1926, 1928). Po zakończeniu kariery został trenerem łyżwiarstwa w Krefeld.
Był znany jako twórca jednego ze skoków łyżwiarskich, nazywanego dziś w Europie (oprócz Wielkiej Brytanii) od jego nazwiska jako Rittberger. Reszta świata określa ten sam skok mianem Loopa.

## Osiągnięcia
| Zawody               | 1910           | 1911           | 1912           | 1913           | 1920           | 1921           | 1922           | 1923           | 1924           | 1925           | 1926           | 1927           | 1928           |                |                |                |                |
| Międzynarodowe       | Międzynarodowe | Międzynarodowe | Międzynarodowe | Międzynarodowe | Międzynarodowe | Międzynarodowe | Międzynarodowe | Międzynarodowe | Międzynarodowe | Międzynarodowe | Międzynarodowe | Międzynarodowe | Międzynarodowe | Międzynarodowe | Międzynarodowe | Międzynarodowe | Międzynarodowe |
| -------------------- | -------------- | -------------- | -------------- | -------------- | -------------- | -------------- | -------------- | -------------- | -------------- | -------------- | -------------- | -------------- | -------------- | -------------- | -------------- | -------------- | -------------- |
| Igrzyska olimpijskie |                |                |                |                |                |                |                |                |                |                |                |                | WD             |                |                |                |                |
| Mistrzostwa świata   | 2              | 2              | 2              | 7              |                |                |                |                |                |                | 4              |                |                |                |                |                |                |
| Mistrzostwa Europy   | 2              | 3              |                |                |                |                | 4              |                | 3              | 2              |                |                |                |                |                |                |                |
| Krajowe              |                |                |                |                |                |                |                |                |                |                |                |                |                |                |                |                |                |
| Mistrzostwa Niemiec  |                | 1              | 1              | 1              | 1              | 1              | 1              | 1              | 1              | 1              | 1              | 2              | 1              |                |                |                |                |

## Nagrody i odznaczenia
- Światowa Galeria Sławy Łyżwiarstwa Figurowego – 2017[2]